# Teatro Ocampo de Morelia
El Teatro Ocampo de Morelia es un histórico teatro que data de finales del siglo XIX ubicado en la ciudad mexicana de Morelia en el estado de Michoacán de Ocampo, México. El recinto fue edificado de 1828 a 1830 por el arquitecto Luis Zapari, posteriormente fue reconstruido de 1868 a 1870 por el ingeniero Jannus Bochonicki. Ha sufrido varias remodelaciones que cambiaron completamente su aspecto original tanto en el exterior como interior.
El recinto es uno de los teatros históricos que actualmente se conservan en Michoacán. Su época de mayor auge ocurrió a finales del siglo XIX hasta el estallido de la guerra de la Revolución mexicana a principios del siglo XX, siendo un importante foro de actividad artística donde se presentaron afamados exponentes de la época. El teatro recibe su nombre en homenaje al político e intelectual liberal Melchor Ocampo quien fuera originario de Maravatío Michoacán, llegando a ser Gobernador de Michoacán, y principal impulsor de las Leyes de Reforma, (así mismo en su honor el estado se nombró oficialmente Michoacán de Ocampo).
Hasta principios de la segunda mitad del siglo XX el Teatro Ocampo fue el único teatro formal que existió en Morelia, nueva infraestructura teatral en la ciudad ocurrió en 1964 cuando se inauguró el Teatro Morelia Stella Inda como parte de las instalaciones del Instituto Mexicano del Seguro Social (IMSS), en 1966 el Teatro Auditorio Dr. Samuel Ramos de la Universidad Michoacana de San Nicolás de Hidalgo y en 1969 el Teatro José María Morelos como parte del centro de convenciones y exposiciones de Morelia del gobierno del estado.

## Historia
- Origen

En el año de 1828 el regidor del ayuntamiento de Morelia Evaristo Barandiaràn propone al cabildo la construcción de un recinto teatral para la ciudad. El proyecto se encargó al arquitecto y decorador italiano Luis Zapari (Luigi Zapari) quien lo edificó de 1828 a 1830. En ese tiempo el inmueble fue construido con muros de adobe y elementos en cantera, la decoración fue de estilo neoclásico.
El teatro fue inaugurado el 1 de enero de 1830 con un evento a cargo de la compañía teatral Salgado con la participación de la primera actriz Amada Plata. El recinto fue nombrado oficialmente “Teatro Coliseo”.
El 3 de junio de 1861 se reseña que en plena función que ofrecía la compañía teatral de Cautelan, el público asistente recibió la noticia del fusilamiento del michoacano Melchor Ocampo por lo que el empresario José Catàlan propuso a los asistentes que en homenaje al ilustre personaje el recinto llevara el nombre de “Teatro Ocampo”.
En la época de la intervención francesa en México, el inmueble permaneció cerrado durante un periodo, y fue reabierto en 1867. Fue en ese tiempo, durante el gobierno de Maximiliano de Habsburgo emperador en el país de 1864 a 1867, cuando en Morelia el recinto teatral fue renombrado temporalmente “Teatro Imperial”.
- Remodelación de 1868 (reedificación)

En el año de 1868 durante el mandato del gobernador de Michoacán Justo Mendoza, se creó un impuesto con el fin de remodelar integralmente el Teatro Ocampo. La reedificación estuvo a cargo del ingeniero polaco Jannus Bochonicki y fue construido en cantera. En ese año fue derruido un templo que se encontraba contiguo al actual templo y ex convento de San Francisco en el centro de Morelia, el recinto religioso era llamado “Templo de la Tercera Orden” y parte de las piedras de la demolición fueron utilizadas para reedificar el proyecto del Teatro Ocampo. Asimismo dos de las campanas de ese antiguo templo fueron colocadas en el interior del Teatro Ocampo para hacer las llamadas de inicio de función. El recinto fue reinaugurado el 15 de septiembre de 1870 como parte de los festejos en la ciudad de las conmemoraciones cívicas de la Independencia de México. En esa remodelación el inmueble presentaba una fachada de tipo neoclásico, en dos niveles y la sala de tipo italiana presentaba disposición de herradura con palcos en niveles.
En el año de 1872 el entonces Gobernador de Michoacán Aristeo Mercado (gobernante del régimen de la república restaurada) ante un movimiento social, oficializó el nombre de “Teatro Melchor Ocampo”. El recinto tuvo una época de gran actividad artística durante el período del Porfiriato. En esa época fue el principal escenario en Michoacán y en él se presentaron renombrados artistas como la soprano Ángela Peralta, la cantante italiana Eva Tetrazzini, la actriz Virginia Fábregas, el compositor del Himno Nacional Mexicano Jaime Nunó entre otros. Asimismo el inmueble funcionó también como sala cinematográfica. Al estallido de la Revolución Mexicana se suspendieron las funciones hasta mediados del siglo XX en que recobró su actividad artística.
- Remodelación de 1935

En 1935 la fachada principal fue remodelada en estilo art déco, considerado un estilo modernista en ese tiempo.
- Remodelación de 1962

La fachada actual del recinto corresponde a 1962 año en que se reconfiguró cambiando su aspecto que conservaba elementos del neoclásico del siglo XIX y del art déco de principios del siglo XX, por la actual fachada que se hizo imitado el estilo barroco del siglo XVIII, buscando poner en sintonía el aspecto del recinto con los otros inmuebles del centro de la ciudad que en su mayoría presentan el auténtico estilo barroco de la época colonial española. El diseño corrió a cargo del arquitecto Manuel González Galván.
- Remodelación de 1980

En 1980 se remodeló el interior, se eliminó la decoración y mobiliario antiguo, dándosele un aspecto de estilo funcionalista.
- Remodelación de 2000

En sus años de historia al recinto se le realizaron diversas remodelaciones como lo fueron las ocurridas en 1935, 1962 y 1980. Fue en el año 2000 durante el mandato del Gobernador de Michoacán Víctor Manuel Tinoco Rubí en que al inmueble se le hizo la última remodelación exhaustiva en su interior. Las modificaciones se hicieron para potencializar su acústica, las cuales cambiaron el aspecto físico del interior. Entre las obras de remodelación se retiró tela que se encontraba revistiendo los muros de la sala, colocándose paneles de madera para mejorar la acústica, los cuales son de diseño modernista. Se demolió un segundo nivel de palco que existía con el fin de lograr mayor visibilidad, entre otras acciones. La remodelación fue coordinada por el entonces Instituto Michoacano de Cultura (hoy Secretaria de Cultura de Michoacán) y el Consejo Nacional para la Cultura y las Artes (CONACULTA). El proyecto ejecutivo corrió a cargo del arquitecto Orso Núñez Ruiz Velasco y el recinto fue reinaugurado el 9 de febrero de 2001. Estas mejoras acústicas, sin embargo, se han visto afectadas por la falta de una concha acústica en el escenario, carencia que a la fecha (2023) no se ha subsanado.
Actualmente el inmueble que es propiedad del gobierno de Michoacán, es administrado por la Secretaría de Cultura estatal. Cotidianamente se realizan diversos eventos culturales y artísticos. Asimismo anualmente el recinto es una de las sedes donde se llevan a cabo eventos del Festival Internacional de Cine de Morelia y el Festival Internacional de Música de Morelia.

## Descripción arquitectónica

### El exterior
El inmueble se ubica en una esquina que forman las calles Melchor Ocampo y Guillermo Prieto, a una cuadra de la plaza de armas en el centro histórico de Morelia. Fue construido sobre una ligera pendiente natural del terreno que se dispone de sur a norte, aprovechando el relieve se trazo el recinto, encontrándose el escenario al norte.
Construido completamente en cantera, todo su exterior presenta un aspecto sencillo. Su fachada principal que mira al sur fue remodelada en 1962 dejándole el aspecto que actualmente ostenta que es de estilo eclético imitando el barroco del siglo XVIII. La fachada está compuesta de dos niveles; en el primer nivel en la parte central se encuentra como acceso principal un pórtico de tres arcos de medio punto con reja de herrería. A los laterales se ubican puertas rectangulares. En el segundo nivel se ubican ventanas rectangulares en forma de balcones con barandal de herrería, siendo tres sobre el pórtico y una más de cada lado. La fachada lateral está conformada por un amplio muro dividido por contrafuertes, donde se observan marcas de ventanas que fueron tapiadas. En un extremo de la parte norte se encuentra un zaguán de servicio que conforma el sótano sobre el escenario. En la parte superior se ubican una serie de ventanas en forma de óculo.

### El interior
Ingresando por el pórtico se encuentra en el interior un vestíbulo, con dos taquillas, tres puertas de acceso para la sala de funciones y a las laterales se ubican escaleras de acceso para los palcos. Otras escaleras laterales comunican al segundo nivel donde se encuentra un amplio salón con ventanas que dan a la calle, el cual funciona como cafetería.
Ingresando a la sala de funciones esta presenta una planta cuadrangular y se alzan dos niveles de palcos, la sala tiene un aforo de 409 personas, distribuidas las localidades de la siguiente manera: 280 luneta, 109 primer piso, 20 galería.
El escenario que es de tipo italiano, tiene como marco un gran arco y presenta duela de madera, en la boca escena el ancho es de 10.30 m y de altura 6 m. Cuenta con foso para orquesta y sótano sobre el escenario. Todo el interior luce muros en cantera de aspecto rústico y parte de las paredes laterales se encuentran revestidas con paneles de madera colocados para mejorar la acústica.